# 磐城沖ガス田
磐城沖ガス田（いわきおきガスでん）は、福島県双葉郡楢葉町沖の太平洋上で操業していたガス田。1973年に発見され、2007年に採掘を終了した。

## 概要
沖合40㎞に位置するガス田であり、1973年に帝国石油とエッソによって発見された。1984年より商業生産を開始、海上プラットフォーム1基が設置され、採掘された天然ガスはパイプライン輸送され、東京電力・広野火力発電所で使用された。ガス貯留層は、深度約2,000mの背斜構造の第三紀層砂岩。2007年に採掘を終了し、2010年にはプラットフォームも解体された。総生産量は天然ガスが約56億立方メートル、コンデンセートが約71,840kl。